# Therm
therm ist ein Wortbestandteil (Wortkonstituente), der aus dem Griechischen stammt (θερμός „thermós“ „warm, heiß, hitzig“) und in vielen deutschen Fremdwörtern mit entsprechender Bedeutung vorkommt: Thermik, Thermometer und viele andere.

## Formen von therm
Der Wortbestandteil therm/ thermo kann am Wortanfang als therm- (z. B. Thermik) oder thermo- (z. B. Thermometer), im Wortinneren als -therm- (z. B. Hyperthermie) und am Wortende als -therm (z. B. endotherm) verwendet werden. Ob therm- oder thermo- gewählt wird, ist davon abhängig, ob der nächste Wortteil mit Vokal beginnt oder nicht. Vor Vokal steht therm-: „thermal“, „thermelektrisch“ oder thermo-: „thermoelektrisch“, „Thermoofen“; vor Konsonant thermo-: „Thermolampe“, „Thermometer“.

## Zum Status von therm  aus linguistischer Sicht
Therm kann nicht als selbständiges Wort verwendet werden; es muss immer mindestens mit einem Ableitungsmorphem wie -e, -ie oder -ik (z. B. Therme) oder auch mit einem Lexem (z. B. Thermoelement) kombiniert werden. Therm hat aber, wie eingangs genannt, eine klare lexikalische Bedeutung; daher muss man es als gebundenes lexikalisches Morphem auffassen; es gehört damit zu den Lexemen. In der Fachliteratur hat sich dafür auch der Terminus Konfix eingebürgert (Fleischer & Barz 1995).
Die beiden unterschiedlichen lautlichen Formen therm und thermo kann man als Allomorphe dieses gebundenen lexikalischen Morphems auffassen.

## Zur Bedeutung und Entwicklung von therm im Deutschen
Schmidt (1987) hat der Wortkonstituente therm eine eigene Untersuchung gewidmet, in der er verschiedene Quellen auswertete: Textkorpora, Wortsammlungen, Werbeträger, Sammlungen von Warenzeichen und Lexika. In einer Liste heute noch gebräuchlicher Verwendungen kommt therm/thermo als Erstbestandteil mit 223 Verwendungen am häufigsten vor, in der Wortmitte 62-mal und am Wortende 14-mal (Schmidt 1987: 437–440). Der größte Teil des ermittelten Wortschatzes gehört mit ca. 85 % den naturwissenschaftlichen Fachsprachen oder der Medizin und nur ca. 15 % der Gemeinsprache an (Schmidt 1987: 436f.). In einer eigenen Liste wird dargestellt, wann erstmals ein Wort mit therm/ thermo als erstem Wortbestandteil auftaucht; es handelt sich dabei um insgesamt 118 datierbare verschiedene Wörter, die seit dem 18. Jahrhundert gebräuchlich wurden. Es lässt sich zeigen, dass dieser Prozess der Ausbreitung dem Sprachwandelgesetz folgt (Best 2005: 82), das in der Linguistik auch als Piotrowski-Gesetz bekannt ist.